# Mistake Crag
Der Mistake Crag (englisch für Fehlerfelsen)  ist ein 90 m hoher und leicht gebogener Felsvorsprung an der Südküste von King George Island im Archipel der Südlichen Shetlandinseln. Er ragt nördlich des Cinder Spur und unmittelbar westlich eines bislang unbenannten Gletschers auf.
Das UK Antarctic Place-Names Committee benannte ihn 1998 so wegen der ursprünglich irrtümlichen Annahme, der aus Sedimentgestein bestehende Felsen habe den gleichen geologischen Aufbau wie der aus Dyke bestehende Cinder Spur.